# Référendum présidentiel comorien de 1977
Le référendum présidentiel comorien de 1977 a lieu le 28 octobre 1977 afin de conforter le Président des Comores Ali Soilih dans ses fonctions. 
Le scrutin connaît une forte participation (92,2 %) et se conclut en faveur du Président  Soilih avec un score de 56,63 %. Il sera néanmoins démis de ses fonctions lors d'un coup d'État le 13 mai 1978.

## Résultats
| Choix                     | Votes   | %     |
| ------------------------- | ------- | ----- |
| Pour                      | 86 065  | 56,63 |
| Contre                    | 65 906  | 43,37 |
|                           |         |       |
| Votes valides             | 151 971 |       |
| Votes blancs et invalides |         |       |
| Total                     |         | 100   |
| Abstention                |         | 7,8   |
| Inscrits/Participation    |         | 92,2  |